# サッカーモンスター
サッカーモンスターは日本テレビが放送するサッカー大会のキャラクター。
2005年に日本で開催されたFIFAクラブワールドカップで初登場した。サッカーボールに髪の毛・目・口・手・足があると言う姿をしている。
2006年より放送開始したサッカー情報番組「サッカーアース」にも登場する。